# Нина (фильм, 1916)
«Нина» — российский художественный немой фильм, снятый в 1916 году режиссёром Евгением Бауэром. Вышел на экраны 27 ноября 1916 года. Другие названия — «Нина Астафьева» и «Трагедия молодой девушки».
Фильм не сохранился.

## Сюжет
Нина Астафьева, отдыхавшая на Кавказе, познакомилась с князем Рокотовым. Она становится невестой князя. Однажды после пикника и танцев Нина осталась с женихом наедине. Князь, несмотря на сопротивление молодой девушки, овладел ею.
Князь неоднократно умолял простить его. Но Нина была непреклонна и не простила. На следующий год она снова поехала на Кавказ. Рокотов вновь просил прощения, но по-прежнему получил суровый отказ. После очередного объяснения Рокотов бросился со скалы в море. Его удалось спасти, и князя принесли в дом Нины без сознания. Тогда Нина поняла, что у неё сохранилась любовь к Рокотову, и она прощает его.

## В ролях
- Зоя Баранцевич — Нина Астафьева
- Константин Джемаров — князь Рокотов
- Андрей Громов — дядя Нины
- Ольга Рахманова — дядя Нины

## Съёмочная группа
- Режиссёр: Евгений Бауэр
- Сценарист: Василий Гончаров
- Оператор: Борис Завелев
- Продюсер: Александр Ханжонков

## Критика
Рецензент журнала «Проектор» отмечал: «Сюжет малоудачный; в нём есть типичная кинематографическая „выдумка“; к тому же он растянут. Играют неплохо, поставлена картина тщательно, но общее впечатление от неё — в лучшем случае удовлетворительное».
Актриса и сценарист Зоя Баранцевич считала, что в фильмах «Нина Астафьева» и «Нелли Раинцева» режиссёр Бауэр отошёл от «красивости», от чисто внешней формы и переключил внимание на содержание.
Историк кино Вениамин Вишневский отмечал фильм как «попытку создания психологической „драмы на музыке“ по специально написанному музыкальному сценарию».